# Терезіанська академія
Терезіанська військова академія (нім. Die Theresianische Militärakademie; скор. Термілак, нім. TherMilAk) — єдиний австрійський навчальний заклад з підготовки офіцерського складу. Знаходиться у Вінер-Нойштадтському замку.

## Історія
Засновано як офіцерське училище Марією Терезією, яка сказала, звертаючись до першого коменданта академії фельдмаршала Леопольда Йосифа фон Дауна: «Вивчіть мені тут умілих і чесних офіцерів». Академія відчинила свої двері 14 грудня 1751 року і є найстарішим воєнним навчальним закладом у світі. Її відмінною рисою було те, що кожного року до неї приймалась рівна кількість представників дворянства й буржуазії — по 100 чоловік. До 1918 року тут проходило навчання офіцерів для австро-угорської армії.

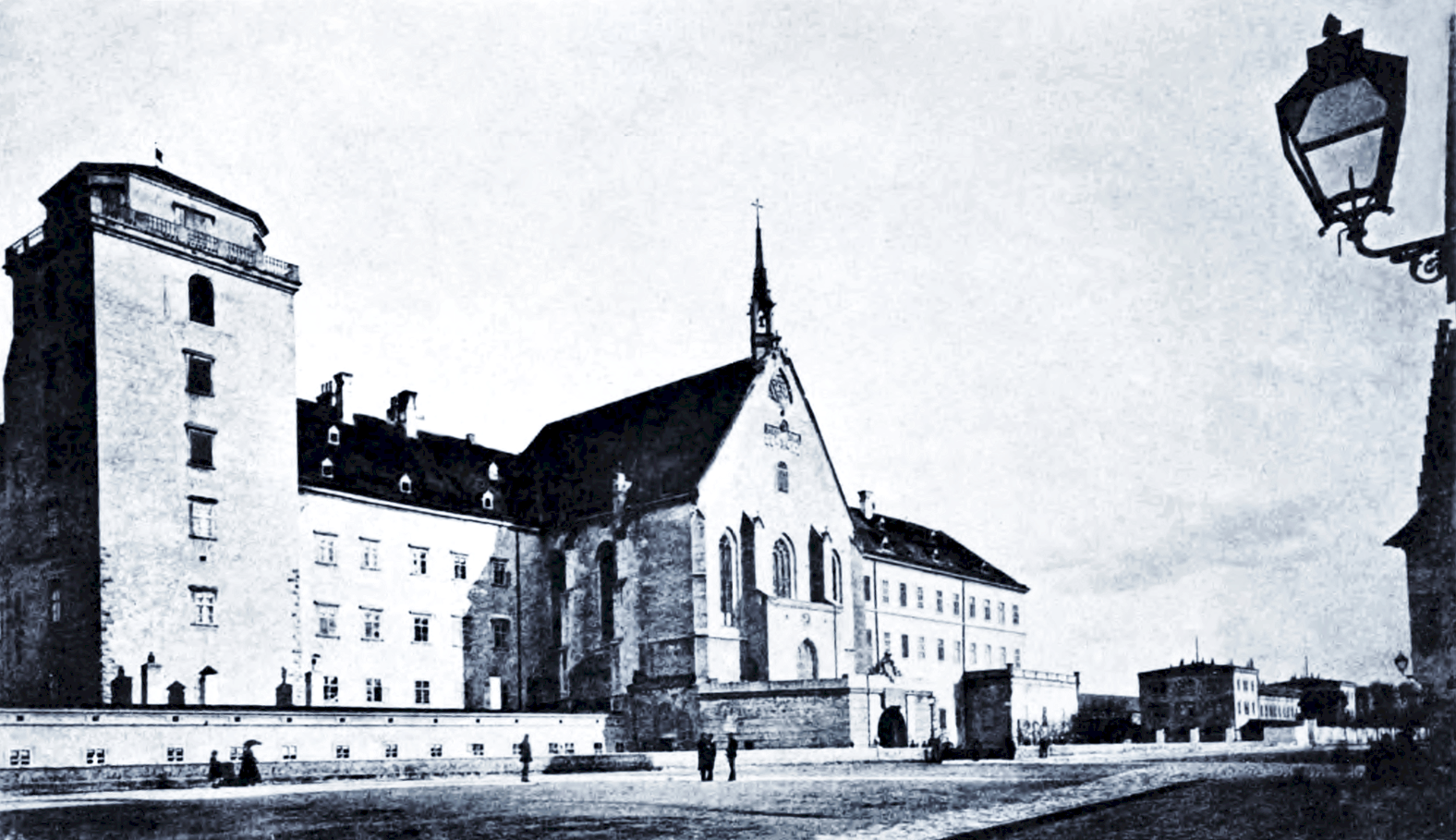
Терезіанська військова академія у 1870 році

Училище було перетворено на академію 1769 року після об’єднання з кадетським корпусом. У 1771 році фельдмаршал-лейтенант Іоганн Георг Карл фон Ханніг розробив регулярний навчальний план академії, а у 1775 році Марія Терезія затвердила її статут. Термін навчання становив тоді одинадцять років, а з часом скоротився до трьох.
У Віденському воєнно-історичному музеї експонується вимпел з першого прапора академії, який Марія Терезія закінчила вишивати перед самою смертю. Під вимпелом розташовані дві картини академічного вчителя малювання Бернарда Альбрехта, написані між 1785 та 1793 роками й виконані гуашшю («Навчальна стрільба з мортир» й «Навчання балансуванню»).
Довше за всіх, 44 роки (у 1805-49 роках), академію очолював Іоганн Австрійський.
Ярослав Гашек згадав академію в романі «Пригоди бравого вояка Швейка»:
 Учень юнкерського училища Дауерлінг не встигав навіть з тих предметів, які кожен з учнів училища так чи інакше засвоював. І в юнкерському училищі давали себе знати наслідки того, що в дитинстві Дауерлінг забив собі голову. Про це нещастя ясно говорили відповіді на іспитах, які за своїм непробивним невіглаством вважались класичними. Викладачі не називали його інакше, як «unser braver Trottel». Його невігластво було настільки сліпучим, що були всі підстави сподіватись — за декілька десятиліть він потрапить до Терезіанської воєнної академії або до воєнного міністерства.
Після проголошення республіки академія переїхала до Енсу, але 1934 року повернулась до Вінер-Нойштадту. Помітна подія вжитті академії сталась 1938 року: після проголошення аншлюсу генерал-майор Рудольф Товарек (комендант академії з 1934 року) відмовився впустити частини вермахту на територію академії, наказав варті примкнути багнети й утримував вхід до замку кілька днів. За свої дії він був відправлений у відставку з правом носіння форми.
З 10 листопада 1938 року до 22 серпня 1939 року академію очолював полковник Ервін Роммель. За нього академія була перетворена на сержантську школу вермахту.
Наприкінці війни одним з інструкторів академії служив Рудольф Кірхшлегер, майбутній президент Австрії. 1 квітня 1945 року підрозділ фанен-юнкерів, яким він командував, вступив до бою з радянськими військами. В бою, що тривав менше години, близько 200 кадетів загинули й понад сотню було поранено. Сам Кірхшлегер був тяжко поранений в ногу.
Після відтворення австрійської армії 1955 року академія була знову відкрита в Енсі. Вона пробула там до 1958 року, коли було завершено відновлення замку у Вінер-Нойштадті, пошкодженого під час війни.
З 1959 року випускникам академії вручається перстень з печаткою «AEIOU».
На території академії знаходиться кафедральний собор святого Георгія воєнного ординаріату Австрії.

## Академія сьогодні
Нині начальником академії є генерал-майор Норберт Зінн. З 1997 року в академії викладають предмети вищої школи, які можуть вивчати цивільні особи. У 2003 році академію вперше закінчили чотири жінки. Загалом з моменту першого повоєнного випуску 1959 року академію закінчили 3576 офіцерів.
Існують дві студентських корпорації випускників Термілак: Австрійська католицька академічна корпорація «Терезіана» (Ö.k.a.V. THERESIANA) й Академічна застільна компанія «Вікінг» (Akad. TR! WIKING). Випускники академії також можуть вступити до студентської корпорації «Старий Нойштадт».

### Умови прийому
До академії можна вступити після отримання атестату про середню освіту, для чого необхідно успішно закінчити підготовчі курси, що тривають з січня по липень. Слухачі цих курсів мають права тих, що «вільно визначаються». До академії зараховуються 99 чоловік, які успішніше за інших склали іспити й найпридатніші до військової справи за командними якостями та психічним й фізичним станом.

### Програма навчання
Трирічна інтенсивна програма навчання розрахована на отримання ступеня бакалавра воєнних наук і підвищення психічної стійкості й фізичної підготовки. Після складання випускних іспитів випускник направляється до війська в чині лейтенанта.

## Персоналії

### Випускники
- Вільгельм Габсбург
- Карл Айбль
- Максиміліан де Ангеліс
- Моріц фон Ауффенберг
- Людвіг фон Бенедек
- Едуард фон Бем-Ермолі
- Франц Конрад фон Гецендорф
- Гордон Голлоб
- Віктор фон Данкль
- Йосип Фердинанд Тосканський
- Теодор фон Латур
- Ервін фон Лахузен
- Александер Лер
- Мілан Нераліч
- Ойген Австрійський
- Юліус Пайєр
- Петар Прерадович
- Лотар Рендуліч
- Ференц Салаші
- Стефан Саркотіч
- Фердинанд д'Есте
- Густав Яні
- Максиміліан фон Вімпфен
- Антон фон Калік

### Викладачі
- Карл Юліус Еберсберг